# Ciprian Tudosă
Ciprian Tudosă (født 31. maj 1997) er en rumænsk roer.
Han repræsenterede Rumænien under sommer-OL 2020 i Tokyo, hvor han vandt sølv i toer uden styrmand.